# Краснокутский район (Харьковская область)
Краснокутский район (укр. Краснокутський район) — упразднённая административная единица на северо-западе Харьковской области Украины. Административный центр — посёлок городского типа Краснокутск.

## Географическое положение
Площадь — 1041 км². Район граничит на северо-востоке с Богодуховским, на юго-востоке — с Коломакским районами Харьковской области, на северо-западе — с Сумской областью, на западе и юго-западе — с Полтавской областью. Природу этого края отличают красивые ландшафтные озера, родники, леса.
Основная река — Мерла (приток Ворсклы), в которую впадают притоки: Мерчик, Грузская, Колонтаивка, Ковалевка. В районе имеются два водохранилища — Трудолюбовское (площадью 104 га) и Бидыловское (82 га) и 54 пруда общей площадью водного зеркала 513 га.

## История
Район образован в 1923 году в соответствии с новым административно-территориальным делением на базе Краснокутской, Козиевской, Пархомовской, Качаловской и Мурафской волостей.
В послевоенные годы в его состав вошли села Колонтаев, Любовка, Константиновка, Котелевка, Слободка, Каплуновка, Рябоконево и другие населенные пункты.
Официальные летописи гласят, что переселенцы с Заднепрянщины — казаки Корсунского полка после битвы под Берестечком в 1651 году — поселились на холмах вдоль речки Мерло. Эта дата и сегодня считается временем основания Краснокутска. Первоначально город называли Красный Кут — живописный уголок.
17 июля 2020 года в рамках украинской административно-территориальной реформы по новому делению Харьковской области район был ликвидирован; его территория присоединена к Богодуховскому району.

## Демография
Население района составляет 27 247 человек (данные 2019 г.), в том числе в городских условиях проживают 8 583 человек, в сельских — 18 664 человека.

## Административное устройство
Район включает в себя:
| - Поселковых советов: 2 - Сельских советов: 11 | - Посёлков городского типа: 2 - Посёлков: 16 - Сёл: 48 |

### Местные советы
| Краснокутский поселковый совет Костянтиновский поселковый совет Алексеевский сельский совет Вязовский сельский совет Каплуновский сельский совет Качаловский сельский совет Китченковский сельский совет | Козиевский сельский совет Колонтаевский сельский совет Любовский сельский совет Мурафский сельский совет Пархомовский сельский совет Рябоконевский сельский совет |

### Населённые пункты
| с. Алексеевка с. Березовка с. Бидыло с. Благодатное пос. Бузовая с. Бузовое пос. Владимировка пос. Водяное с. Вязовая с. Гаркавец с. Городнее с. Гринев Яр пос. Дублянка с. Зубовка пос. Каменно-Хуторское с. Каплуновка с. Капранское с. Карайкозовка с. Качаловка с. Китченковка с. Княжа Долина с. Ковалевка | пос. Ковалевское с. Ковальчуковка с. Козиевка с. Коломакский Шлях с. Колонтаев с. Комаровка пгт Константиновка с. Котелевка пгт Краснокутск с. Кусторовка пос. Лесное пос. Лучки с. Любовка с. Мирное с. Михайловка пос. Михайловское с. Мойка с. Мурафа с. Настеньковка с. Олейники пос. Оленевское с. Основинцы | с. Отрада пос. Павловка с. Павлюковка с. Пархомовка с. Петровское пос. Прогресс с. Прокопенково пос. Пыльнянка с. Рандава с. Рябоконево с. Сергеевка с. Слободка с. Солнцедаровка пос. Сороковое с. Степановка пос. Степовое с. Сытники с. Ходунаевка с. Хуторское с. Чернещина с. Шевченково |

#### Ликвидированные населённые пункты
| с. Замерлянское пос. Мирное | с. Новая Одесса | с. Сухомлыновка |

## Достопримечательности
- Усадьба Павла Ивановича Харитоненко «Натальевка».
- Краснокутский дендропарк.
- Художественный музей в селе Пархомовка.

## Известные земляки
- Лётчик-космонавт СССР Анатолий Семёнович Левченко — Краснокутск
- Дашкиев Николай Александрович (1921—1976) — украинский советский прозаик и поэт, в основном писавший в жанре фантастики.

## Почётные граждане района
- Кушнарёв, Евгений Петрович (2010, посмертно)[7]